# Glenveagh National Park
Il Glenveagh (in gaelico irlandese Gleann Bheatha, che significa "Glen delle betulle") è un parco nazionale irlandese, situato nella contea di Donegal, nell'Ulster nord-occidentale.

## Geografia
Il parco ha un'estensione di circa 170 km quadrati, il che lo rende il secondo parco nazionale irlandese per estensione e presenta un territorio prevalentemente collinare, che comprende il Glenveagh Castle e il Lough Veagh.

## Storia
Il titolo di parco fu richiesto da John Adair, il quale acquisì anche una brutta reputazione, visto che sfrattò 244 degli abitanti del parco, suoi affittuari, per godere da solo dei bellissimi panorami che questo offre.

## Ambiente
Il parco presenta il più grande branco di cervi rossi in Irlanda ed è l'habitat anche di alcuni esemplari di aquila reale. All'interno del parco si trovano dei giardini, che presentano piante esotiche, provenienti da Cile, Tasmania e Madeira, tutte protette da frangivento di pini e rododendri ornamentali.

## Galleria d'immagini

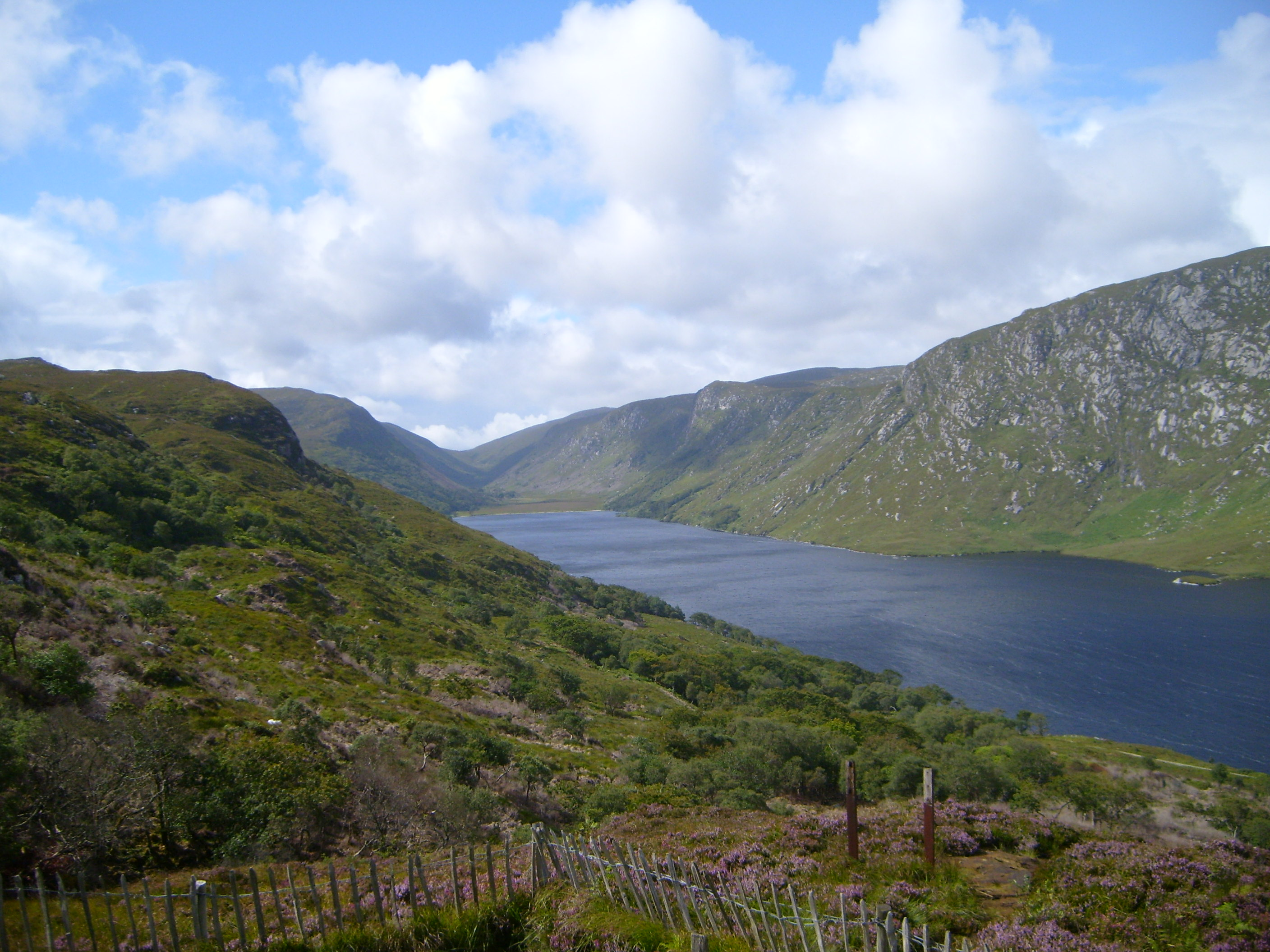
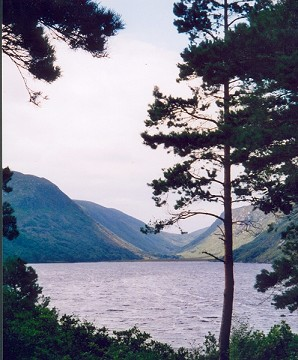
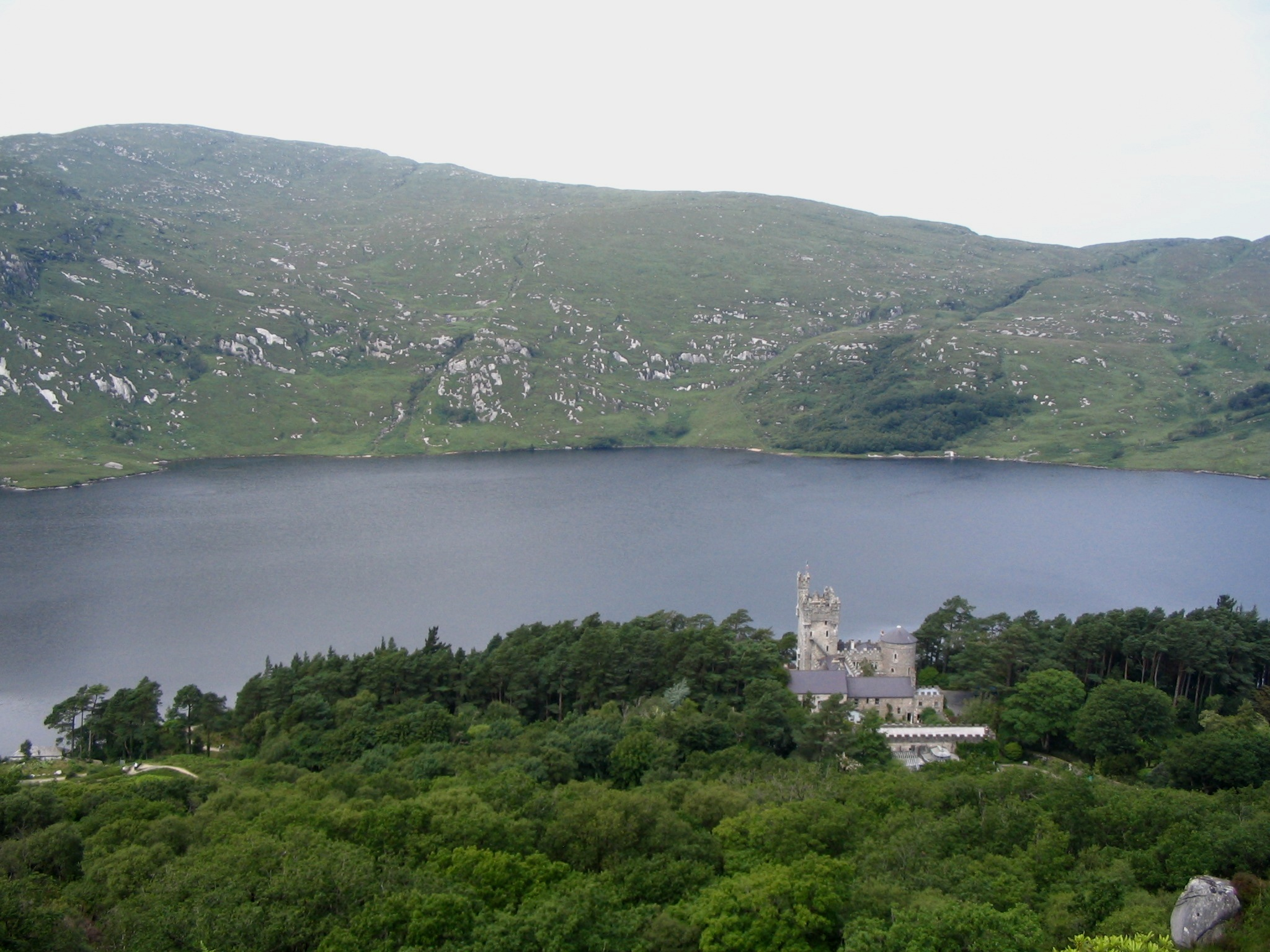
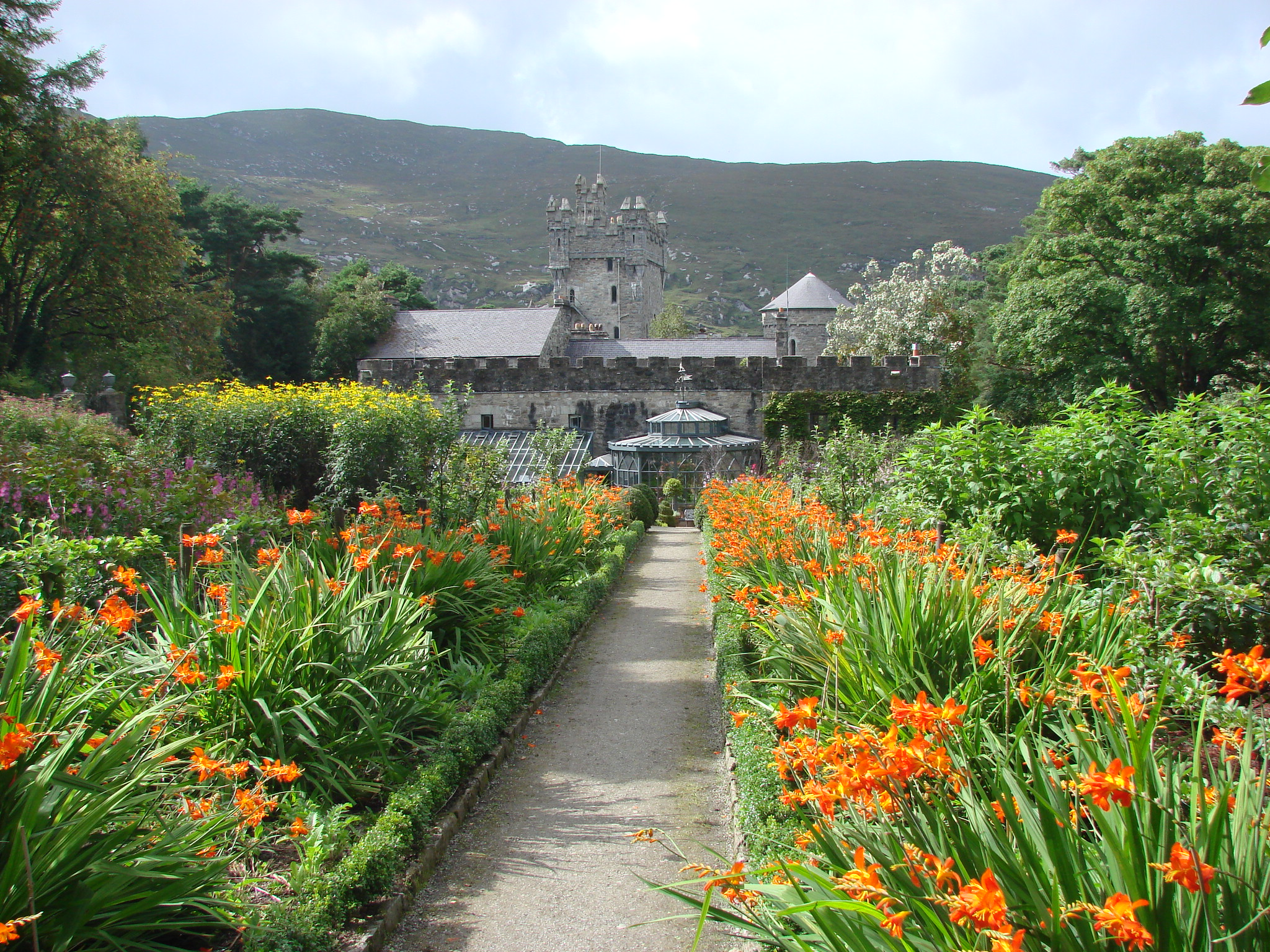